# 도시남녀의 사랑법
《도시남녀의 사랑법》은 2020년 12월 22일부터 2021년 2월 16일까지 방송된 카카오TV 오리지널 드라마이다.

## 개요
복잡한 도시 속 내 안에 또 다른 나를 품고 치열하게 살아가는 청춘들의 리얼 연애담

## 등장 인물

### 주요 인물
- 지창욱 : 박재원 (32세) 역 - 건축회사 팀장, 건축회사 ‘일하는 사람들’의 건축1팀 팀장. 솔직하고, 긍정적이며, 꼬인데 없이 누구에게나 친절한 호감형. 경준의 사촌 형.
- 김지원 : 이은오/윤선아 (29세) 역 - 마케팅 에이전시 대표, ‘마케팅 에이전시 O3’ 대표. 설립한지 1년도 채 안된 1인회사라 굶어죽기 일보직전. 성수동 찐토박이. 한 대 맞으면 두 대로 갚아주고, 하고 싶은 대로 충동적으로 행동하는 걸 서슴지 않는 성격.
- 김민석 : 최경준 (29세) 역 - 건축회사 대리, 건축회사 ‘일하는 사람들의 건축1팀 대리. 세상사에 시니컬한 구경꾼. 재원의 사촌동생.
- 소주연 : 서린이 (29세) 역 - 프리터, 자신만의 세계가 견고한 사차원. ‘하기 싫은 일을 하면서 사는 안정적인 삶’ 대신 ‘하고 싶은 일만 하면서 하루 벌어 하루 사는 삶’을 살겠다고 결정한 뒤 알바만 하는 중.
- 류경수 : 강건 (29세) 역 - 소설가. 대학 졸업하던 해에 바로 문학상을 받으며 등단한 문단의 루키였지만 현재는 단편집 하나도 제대로 내지 못한 골방의 글쟁이. 은오가 살고있는 옥탑방 세입자. 선영의 전 남자친구.
- 한지은 : 오선영 (30세) 역 - 고등학교 체육 교사, 아직 사회화 덜 된 학생들 다룰 땐 열혈 교사, 연애 할 땐 순서 신경 쓰지 않고 그 순간 직감이 알려주는 대로 움직이는 뜨거운 여자. 건의 전 여자친구.

### 그 외 인물
- 손종학 : 재원의 아버지 역 - 건설회사 ‘일하는 사람들’의 대표
- 홍수주 : 해나 (24세) 역 - 만화 속에서 뛰쳐나온 것 같은 예쁜 외모와 세련된 패션 감각이 잘 드러나는 SNS로 주목 받았다가, 최근 조연으로 나온 드라마가 대박을 터트리며 '국민여친' 소리를 듣기 시작했다
- 이석형 : 강병준 역 - 태평로 파출소 1년 차 순경

### 특별 출연
- 이상윤 : 고경구 역
- 이상우 : 빈 역 - 재원이 서핑을 시작하면서 오래 알고 지낸 ‘빈서핑’의 주인장
- 박진주 : 라라 역 - 은오가 양양에서 아르바이트를 하는 곳인 ‘라라의 세상의 모든 면은 다 있는 가게’의 사장
- 최민호 : 오동식 (28세) 역 - 청계천 일대의 치안을 담당하는 태평로 파출소 3년 차 순경
- 표예진 : 윤선아 역

## 회차별 제목
| 2020년 | 2020년    | 2020년                            |
| 회차   | 방송일    | 부제                              |
| ------ | --------- | --------------------------------- |
| 1      | 12월 22일 | 도시남녀의 사랑법                 |
| 2      | 12월 25일 | 처음 잘 때 어떻게 시작해?         |
| 3      | 12월 29일 | 사람을 아주 미치게 만들었다니까?! |
| 2021년 |           |                                   |
| 4      | 1월 1일   | 걔는 그 반지 어떡했을까?          |
| 5      | 1월 5일   | 헤어지면 추억의 물건은 어떻게 해? |
| 6      | 1월 8일   | 카메라 도둑을 고발합니다!         |
| 7      | 1월 12일  | 잊을 거야! 버릴 거야!             |
| 8      | 1월 15일  | 연애는 원래 미쳐서 하는 거잖아    |
| 9      | 1월 19일  | 헤어진 연인을 우연히 만난다면?    |
| 10     | 1월 22일  | 이은오...? 이은오!                |
| 11     | 1월 26일  | 바람직한 이별이라는 게 있을까?    |
| 12     | 1월 29일  | 그렇게 난 윤선아가 됐어           |
| 13     | 2월 2일   | 술 마시고 필름 끊긴 적 있어?      |
| 14     | 2월 5일   | 이 여자는 도대체 어떤 여자일까    |
| 15     | 2월 9일   | 솔직해 지는 건 너무 어려워        |
| 16     | 2월 12일  | 연애가 뭐라고 생각해?             |
| 17     | 2월 16일  | 겨울, 깊은 밤, 서울               |

## 연장
- 2021년 2월 4일 : 도시남녀의 사랑법 방영 분량이 16부작에서 1회 연장되어 17부작으로 변경되었다.

## OST
다음은 오리지널 사운드트랙(OST) 싱글 앨범에 포함된 곡들이며, 정렬기준은 출시 순입니다.
- One In A Million - SURAN (2021.01.01 발매)
- 어쩐지 오늘 - 존박 (2021.01.08 발매)

- Love And Pain - 이수현 ( 2021.01.16 발매)